# Бролио, Тимоти Пол
Тимоти Пол Эндрю Бролио (англ. Timothy Paul Andrew Broglio; род. 22 декабря 1951, Кливленд-Хайтс, США) — американский прелат и ватиканский дипломат. Титулярный архиепископ Амитернума с 27 февраля 2001 по 19 ноября 2007. Апостольский нунций в Доминиканской Республике с 27 февраля 2001 по 19 ноября 2007. Архиепископ вооружённых сил США с 19 ноября 2007.